# UNISURF
UNISURF è uno dei pionieristici software CAD/CAM, progettato per assistere i progettisti d'auto.

## Storia
Fu sviluppato dall'ingegnere francese Pierre Bézier per la Renault nel 1968, ed utilizzato a pieno regime nel 1975.
Nel 1999, circa 1500 impiegati della Renault utilizzavano ancora UNISURF per lo studio del design e della produzione.
Il suo sviluppo si basava per l'utilizzo CAD/CAM, aprendo la strada ad altri sistemi simili, come il CATIA della Dassault, anch'esso francese.